# Tractat Civil
Tractat civil (en armeni: Քաղաքացիական պայմանագիր, K'aghak'atsiakan paymanagir, ՔՊ / KP, sovint escurçat a Քաղպայմանագիր, K'aghpaymanagir) és un partit polític centrista a Armènia.

## Història

### Formació com a ONG
El partit va sortir a nivell públic per primera vegada el 23 de gener de 2013, quan el diputat de l'oposició Nikol Paixinian va donar a conèixer un projecte per establir un nou procés polític al diari Haykakan Zhamanak (The Armenian Times). Durant diversos mesos, el text del contracte va ser àmpliament discutit als fòrums polítics armenis. Es va publicar una versió actualitzada i Tractat Civil es va establir oficialment com a organització no governamental el 24 de juliol de 2013.

### Transformació en partit polític
El 30 de maig de 2015, Tractat Civil es va registrar com a partit polític. Va participar en les eleccions parlamentàries armènies de 2017 i a les eleccions a l'Ajuntament d'Erevan com a part de l'Aliança de Sortida (Yelk). Després de la revolució armènia de 2018 liderada per Nikol Paixinian, una nova aliança política va guanyar protagonisme coneguda com l'Aliança Els meus Passos. Després de les eleccions parlamentàries armènies de 2018, la nova plataforma va obtenir la majoria a l'Assemblea Nacional. L'Aliança es va dissoldre el maig de 2021 quan el Partit va optar per participar en les eleccions parlamentàries armènies de 2021 de manera independent. Després de les eleccions, va poder conservar la seva majoria.

## Ideologia
El Partit no té una ideologia oficial definida. El seu líder, Nikol Paixinian, va afirmar: "Ja no hi ha línies clares entre ideologies polítiques... al segle XXI, aquestes línies van desaparèixer. No és acceptable que s'anomeni el nostre partit "liberal", "centrista" o "socialdemòcrata", perquè els objectius que hem d'aconseguir van més enllà dels "-ismes". Malgrat això, el mateix Paixinian ha estat descrit com a centrista radical, reformista o liberal (i ocasionalment populista) a favor d'una democràcia liberal pels mitjans internacionals.

### Objectius
El partit va anunciar el seu objectiu de duplicar la població d'Armènia en els propers 20 anys, garantir els drets humans i les llibertats de tots els ciutadans, eliminar totes les formes de corrupció i enfortir i desenvolupar encara més l'economia, alhora que es protegeix el medi ambient.

### Política exterior: neutralitat
Abans de les eleccions de 2018, el Partit estava a favor de desenvolupar vincles més estrets amb la Unió Europea i va donar suport a la inclusió d'Armènia en l'Àrea de Lliure Comerç Profunda i Integral (DCFTA). El líder del partit, Nikol Paixinian, es va mostrar escèptic sobre la pertinença d'Armènia a la Unió Econòmica Eurasiàtica i es va queixar que l'adhesió no havia aportat cap benefici a Armènia. Tanmateix, després de la seva victòria electoral, Paixinian va canviar la seva posició oficial i va anunciar el seu suport a la pertinença d'Armènia a la Unió Econòmica Eurasiàtica. El Partit afirma que Armènia no hauria de triar entre Orient i Occident, així, Armènia hauria d'esdevenir un exemple i un mediador de diàleg i cooperació.
En aquest sentit, advoca per mantenir fortes connexions amb Rússia alhora que promou la integració euroasiàtica amb altres estats membres de la CEI i la Unió Econòmica Eurasiàtica. Al mateix temps, continua donant suport a la integració europea d'Armènia mitjançant el desenvolupament de vincles més estrets i eliminant els requisits de visat per als ciutadans armenis que viatgen a l'espai Schengen de la UE. A l'octubre de 2019, el viceprimer ministre Tigran Avinyan va declarar que veu un gran creixement potencial tant en els llaços econòmics com polítics amb la UE. Avinyan també va aconsellar que "Qualsevol futura adhesió a la UE és una pregunta que el poble d'Armènia ha de respondre i només es produiria després de la retirada d'Armènia de la Unió Eurasiàtica".
El 2019, el líder del partit va descartar categòricament la possibilitat que Armènia abandonés l'EAEU o l'OTSC, afirmant que Armènia no faria un "gir de volta" en política exterior. Es va adoptar un nou programa del partit, que manifestava la intenció del partit que Armènia "no triés entre Orient i Occident" i que les relacions exteriors del país s'havien de basar en la protecció de la sobirania de la nació.
El partit dona suport a la implementació de l'Acord d'associació integral i millorada Armènia-UE (CEPA), que va entrar en vigor l'1 de març de 2021. Nikol Paixinian va afirmar: "CEPA és un programa estratègic per al desenvolupament del nostre país, i pot esdevenir una de les pedres angulars de la nostra agenda de reformes" i "Crec que és en els interessos d'Europa tenir un soci estable i democràtic a la regió inestable de el Caucas del Sud, un soci en forma d'Armènia en desenvolupament i progressista que comparteix valors europeus comuns amb la unió".

## Revolució armènia
El 31 de març de 2018, el líder del partit, Nikol Paixinian, i els seus partidaris van iniciar una marxa des de Gyumri (la segona ciutat més gran d'Armènia) fins a la capital, Erevan, per dissuadir el primer ministre Serzh Sargsyan de retenir el poder més enllà del seu límit de mandat legal. El 17 d'abril, Paixinian va anunciar l'inici d'una "revolució de vellut" nacional i no-violenta a milers de partidaris reunits prop de l'Assemblea Nacional. El 22 d'abril, diverses hores després d'una breu reunió amb Sargsyan, Paixinian va ser arrestat amb uns 250 manifestants més. Després de vagues massives i bloquejos per més de 300.000 manifestants (inclosos soldats i membres del partit), Sargsyan va dimitir el 23 d'abril. Aleshores va dir: "Nikol Paixinian tenia raó. Estava equivocat. El moviment del carrer va en contra del meu govern. Estic complint les teves demandes." Segons el reportatge contemporani de Robin Forestier-Walker d'Al Jazeera, "milers de persones estan al carrer, animant-se i abraçant-se, saltant amunt i avall i tocant els clàxons... les coses han passat tan ràpidament, no crec que el públic s'esperés això, però és exactament el que volien".
La revolució va ser vista com una oportunitat per a Armènia de reorientar la seva política exterior en la direcció europea.

## Malestar polític 2020-21
El 18 de març de 2021, el primer ministre Nikol Paixinian va anunciar eleccions parlamentàries anticipades, que tindrien lloc el 20 de juny de 2021. L'anunci es va fer durant un període de disturbis polítics al país, després de la derrota d'Armènia a la guerra de Nagorno-Karabakh del 2020. Nikol Paixinian va dimitir posteriorment com a primer ministre, però va continuar com a primer ministre en funcions.
El Partit va confirmar la seva intenció de participar en les eleccions parlamentàries armènies de 2021, amb Paixinian liderant el partit com a candidat de Tractat Civil a primer ministre. Gurgen Arsenyan, líder del Partit Laborista Unit, i el vicepresident de Pàtria Poderosa, Shirak Torosyan, van confirmar que participarien amb Contracte Civil. Després de les eleccions, Tractat Civil va aconseguir el 53,9% dels vots populars, aconseguint una supermajoria de 71 escons a l'Assemblea Nacional. Nikol Paixinian va ser nomenat oficialment primer ministre d'Armènia.

## Suport electoral

### Eleccions parlamentàries
| Any  | Organització            | Vots    | %     | Escons   | +/- | Posició | Govern             |
| ---- | ----------------------- | ------- | ----- | -------- | --- | ------- | ------------------ |
| 2017 | Aliança de Sortida      | 122 049 | 7,78  | 9 / 105  | Nou | 3r      | Oposició (2017-18) |
| 2017 | Aliança de Sortida      | 122 049 | 7,78  | 9 / 105  | Nou | 3r      | Majoria (2018)     |
| 2018 | Aliança Els meus Passos | 884 456 | 70,43 | 88 / 132 | 88  | 1r      | Majoria            |
| 2021 | Tractat Civil           | 688 761 | 53,95 | 71 / 107 | 17  | =1r     | Majoria            |